# Saawariya
Saawariya (Hindi: सावरिया, sāvariyā; wörtl. Übersetzung: „Geliebte“) ist ein Spielfilm des Regisseurs Sanjay Leela Bhansali aus dem Jahr 2007. Der Filmemacher inszenierte zuvor schon einige kommerzielle Erfolge wie etwa Hum Dil De Chuke Sanam (1999), Devdas (2002) und Black (2005). Die Erzählung Weiße Nächte von Fjodor Dostojewski aus dem Jahr 1848 diente Saawariya als literarische Vorlage und im Großen und Ganzen blieb die Struktur erhalten.

## Handlung
Ranbir Raj, ein freier, temperamentvoller Idealist und Träumer, kommt in eine verträumte Stadt, wo er als Sänger in dem Club „RK“ auftritt. Hier freundet er sich mit der Prostituierten Gulabji an. Sie vermittelt ihn an die alte Lilian, bei der er eine Unterkunft findet. In dem Club hat er aufgrund seiner Naivität keine große Chance. Eines Nachts trifft er ein mysteriöses Mädchen mit einem Regenschirm allein auf einer Brücke. Als er versucht ein Gespräch mit ihr zu beginnen, läuft sie weg. Aber er gibt nicht auf und schließlich freunden sie sich an. 
Gerade als Raj seine wahren Gefühle für sie beichten will, zeigt sie ihm den Grund für ihr Unglück: Sie wartet auf ihre Liebe, Imaan. Vor einem Jahr hat Imaan sie verlassen und versprochen, sie auf dieser Brücke wieder zu treffen. Seitdem wartet sie auf ihn. Trotzdem gesteht Raj seine Liebe für sie. Zuerst widersteht sie, aber allmählich beginnt ihre Liebe Gestalt anzunehmen. Aber nach nur ein paar Momenten, in denen die beiden schöne Augenblicke verbringen, kommt Imaan. Sakina scheint ihre starke Liebe, die sie für Raj empfand, völlig zu vergessen und geht zu Imaan zurück. 
Raj erkennt ihr Glück und sagt ihr, er lebe nur in den wenigen Augenblicken, die er mit ihr verbracht hat. Nach einem tränenreichen Abschied verlässt Sakina Raj mit ihrem Imaan.

## Hintergrund
- Der Regisseur Sanjay Leela Bhansali komponierte den Song Thode Badmash.
- Ranbir Kapoor, der Sohn von Rishi Kapoor und der Enkel des legendären Regisseurs und Schauspielers Raj Kapoor, debütiert in diesem Film, sowie auch seine Filmpartnerin Sonam Kapoor, die Tochter von Anil Kapoor.
- Ranbir Kapoor hat sämtliche Auszeichnungen als Bester Debütant erhalten.

## Auszeichnungen
Filmfare Award 2008
- Bester Playbacksänger an Shaan für den Song Jab Se Tere Naina
- Bestes Debüt an Ranbir Kapoor
- RD Burman Award an Monty Sharma
- Beste Nebendarstellerin (nominiert) Rani Mukerji

Star Screen Awards 2008
- Meistversprechender Newcomer an Ranbir Kapoor

Stardust Awards 2008
- Stardust Superstar of Tomorrow - Female an Sonam Kapoor
- Stardust Superstar of Tomorrow - Male an Ranbir Kapoor
- Standout performance by a Music Director an Monty Sharma
- Standout performance by a Lyricst an Sandeep Nath für den Song Yoon Shabnami

## Songs
- 1) Saawariya
- 2) Pari
- 3) Masha-Allah
- 4) Jab Se Tere Naina
- 5) Thode Badmash
- 6) Chhabeela
- 7) Yoon Shabnami
- 8) Jaan-e-Jaan